# الأرض الزراعية الممتازة

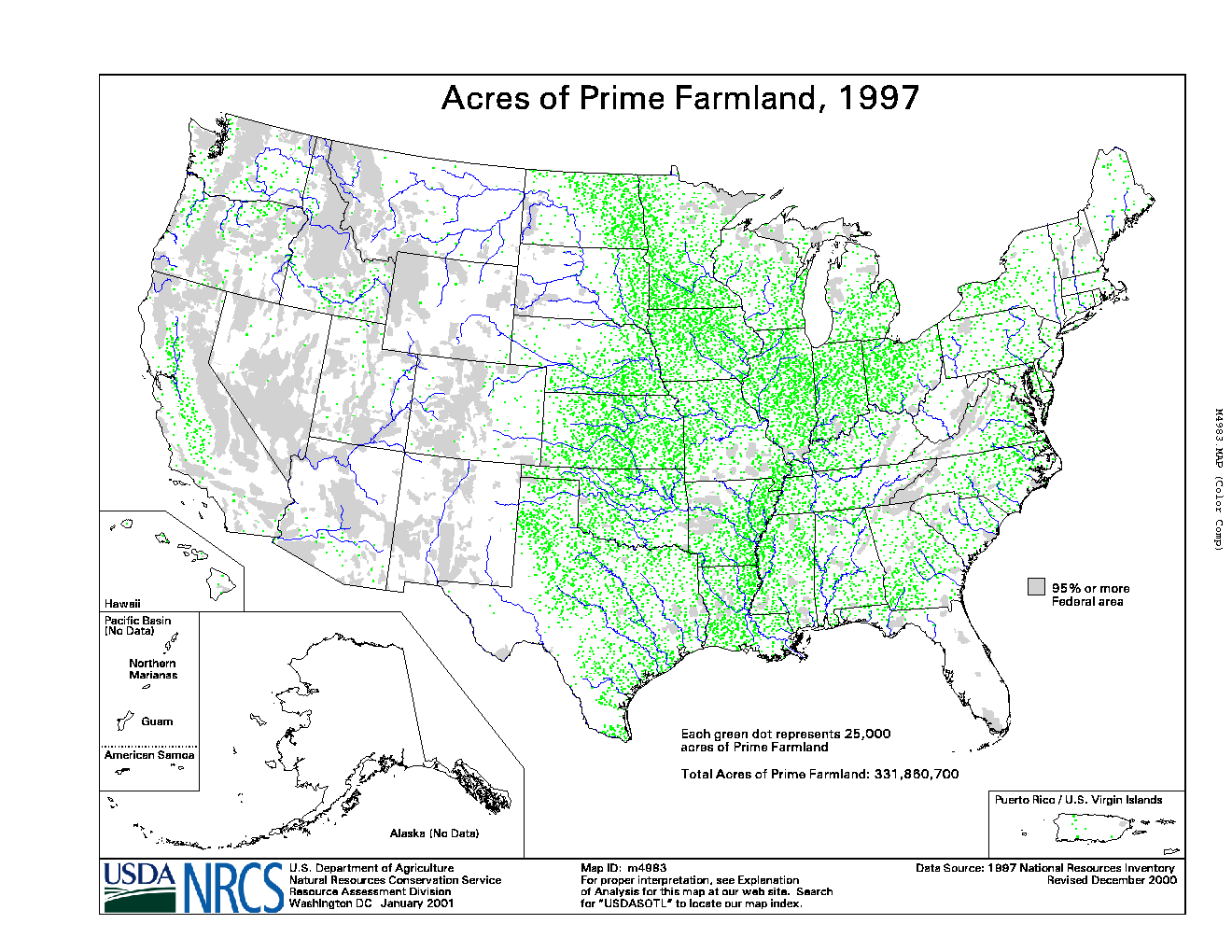
الأرض الزراعية الممتازة / من الدرجة الأولى عام 1997.

الأرض الزراعية الممتازة من الدرجة الأولى هو مصطلح أطلقته وزارة الزراعة الأمريكية ليُعبر عن الأرض التي لها مزيج متميز من الخواص الكيميائية والفيزيائية والذي يؤهلها لإنتاج محاصيل الطعام وعلف الماشية والألياف النباتية والحبوب الزيتية كما يمكن الانتفاع بتلك الأرض لبناء المساكن والمنشئات.

## التعريف
الأراضي الزراعية الممتازة / من الدرجة الأولى تمتلك جودة التربة الزراعية و الموسم الزراعي ومعدل الرطوبة اللازم لإنتاج عائد اقتصادي عالي وثابت من المحاصيل الزراعية وذلك عندما تُعامل وتُنظم تلك الأراضي طبقًا لطرق الزراعة المقبولة والتي من ضمنها إدارة المياه.
وتمتلك تلك الأراضى العديد من المقومات مثل:
1.   إمداد مائي مناسب معتمد عليه سواء من التكثيف أو الري.
2.   درجة حرارة مناسبة وموسم زراعي مناسب.
3.   درجة حامضية وقاعدية مقبولة.
4.   كمية مقبولة من الملح والصوديوم.
5.   تكاد تكون خالية من الصخور.
كما أن تلك الأراضي يمكن أن ينفذ الماء والهواء من خلالها.
الأراضي الزراعية الممتازة / من الدرجة الأولى ليست قابلة للتآكل بدرجة كبيرة ولا تبقي متشبعة بالمياه لمدة طويلة كما أنها لا تتعرض للفيضان أو محمية من الفيضان.

## اهتمامات متداخلة
ولأن العديد من المدن الكبرى الموجودة في الوقت الحالي قد وُجدت تاريخيًا في أماكن غنية بالزراعة؛ فالأرض الزراعية الممتازة / من الدرجة الأولى تميل لأن تكون مناسبة تمامًا للمناطق السكنية. وهي تعتبر أيضًا أرضًا قابلة للتطور من الدرجة الأولى فهي ميالة للتحول عندما تكون بجوار مناطق الزحف العمراني. ويتم تشجيع هذا الإتجاه بسبب الانتشار الواسع للسيارات الخاصة والتوسع المستمر في الطرق والجازولين الرخيص الثمن نسبيًا.
الأرض الزراعية الممتازة (الأرض الزراعية من الدرجة الأولى) ذلك المصطلح المطلق بواسطة وزارة الزراعة الأمريكية له دور في الجهود المبذولة لإدارة النمو وحفظ الموارد في مناطق الزحف العمراني وذلك لإستخدام تسهيلات تقسيم الأراضي والحفاظ عليها من أجل الحفاظ على الموارد الزراعية الأساسية والحفاظ على التنوع الاقتصادي المحلي وتأسيس الأحزمة الخضراء. المنظمات غير الربحية مثل منظمة «ثقة الأرض الزراعية الأمريكية» تتخصص في مساعدة المجتمعات التي تستخدم تلك التقنيات.
المصطلحات الأخرى المستخدمة بواسطة وزارة الزراعة الأمريكية والتي تكافئ مصطلح الأرض الزراعية الممتازة (الأرض الزراعية من الدرجة الأولى) هي: الأرض الزراعية ذات الأهمية على نطاق الولاية، الأرض الزراعية ذات الأهمية المحلية، الأرض الزراعية الفريدة من نوعها.
الأرض الزراعية الفريدة من نوعها هي أرض غير الأرض الزراعية الممتازة /من الدرجة الأولى وهي تستخدم لإنتاج محاصيل طعام وألياف نباتية ذات قيمة عالية مميزة.
الأرض الزراعية الفريدة من نوعها تمتلك تركيبة خاصة والتي تتألف من جودة التربة الزراعية والموقع والموسم الزراعي ونسبة الرطوبة اللازمة لإنتاج محاصيل ذات جودة عالية وثابتة اقتصاديًا أو كميات عالية من محصول مخصوص وذلك عندما تُعامل تلك الأرض وتُنظم طبقًا لطرق الزراعة المقبولة، وأمثلة على تلك المحاصيل: شجر البندق، والزيتون، والتوت البري، والموالح، وفواكه أخرى، وخضروات.

## تعيينات (مسميات) أخرى
يتم تحديد المعايير اللازمة لتعريف وتحديد تلك الأراضي بواسطة الولاية أوالهيئات المحلية بالتعاون مع وزارة الزراعة الأمريكية، وعلى الرغم من أن تلك المعايير ليست مناسبة خارج الولاية أو المنطقة المحلية إلا أن تلك الأراضي تقترب من إنتاجية الأراضي التي توافق المعايير الخاصة بالأرض الزراعية الممتازة/من الدرجة الأولى والأرض الزراعية الفريدة من نوعها الموجودة في محيطهم.

## تعيين حدود الأرض الزراعية الممتازة/ من الدرجة الأولى
من الضروري إيجاد طريقة عالمية لتعيين حدود الأرض الزراعية الممتازة تأخذ في اعتبارها الجوانب العلمية والسياسية وذلك لأنه عندما تشغل الأرض الزراعية الممتازة أقل من 60% من منطقةٍ ما يصبح من الصعب الحفاظ عليها.     

## مقالات أخرى
1. حق الارتفاق والمحافظة
2. زراعة حضرية